# Stourmouth
Stourmouth – wieś w Anglii, w hrabstwie Kent, w dystrykcie Dover. Leży 12 km na północny wschód od miasta Canterbury i 98 km na wschód od centrum Londynu.